# Thomas von Albertini
Thomas von Albertini (* 14. Juli 1829 in Horn; † 26. Juni 1921 in La Punt Chamues-ch), heimatberechtigt in La Punt Chamues-ch, war ein Schweizer Politiker (FDP-Liberale).

## Leben

### Familie und Beruf
Der reformiert getaufte Thomas von Albertini, Spross der seit dem Jahre 1478 in La Punt Chamues-ch dokumentierten Familie von Albertini, Sohn des Grundbesitzers und Landammanns Jakob von Albertini, absolvierte nach dem Erwerb der Maturität das Studium der Rechtswissenschaften an den Universitäten München, Göttingen, Heidelberg sowie Paris. Thomas von Albertini lebte im Anschluss als wohlhabender Grundbesitzer in La Punt.
Thomas von Albertini war in erster Ehe mit Margreth von Albertini, in zweiter Ehe mit Eva Luisa von Albertini verheiratet. Er starb im Sommer 1921 knapp vor Vollendung seines 92. Lebensjahres.

### Politischer Werdegang
Der liberale Thomas von Albertini, amtierender Oberengadiner Landammann, wurde 1853 erst 24-jährig in den Bündner Grossen Rat gewählt, dem er anschliessend bis 1855, von 1861 bis 1868, 1871 bis 1875 sowie 1879 bis 1893 angehörte. Zusätzlich versah von Albertini im Wahljahr 1880 das Amt des Standespräsidenten. Thomas von Albertini war darüber hinaus zwischen 1869 und 1870 im Kleinen Rat vertreten. Bei den Parlamentswahlen 1893 erfolgte seine Wahl in den Nationalrat, dem er als Mitglied der liberalen Mitte bis 1899 angehörte.
Thomas von Albertini war Mitglied der Standeskommission von 1871 bis 1875, im Jahre 1880 sowie zwischen 1882 und 1883. In den Jahren 1882 bis 1899 übte er das Amt des Kantonsrichters aus.
Thomas von Albertini, einer der führenden freisinnigen Köpfe nach 1870, Anhänger der Bundesrevision von 1872 bis 1874, trat im Besonderen als Hauptförderer der Strassen über den Albulapass sowie im untersten Engadin in Erscheinung. Er zählte zu den ersten Bündner Politikern, die statt einer Ostalpenbahn Zubringerlinien forcierten, mit dem Ziel, die internen Verkehrsverbindungen für Landwirtschaft sowie Tourismus zu verbessern.

## Publikation
- Die rhätische Familie von Albertini : Deren öffentliche Stellung und Tätigkeit von 1450 bis 1904. Zurcher & Furrer, Zürich 1904